# Ernesto Marcel
Ernesto Marcel (* 23. Mai 1948 in Panama-Stadt, Panama; † 29. Juni 2020 ebenda) war ein panamaischer Boxer im Federgewicht.

## Profi
Am 14. April 1966 gab er erfolgreich sein Profidebüt. Im August des Jahres 1972 wurde er Weltmeister der WBA, als er den Venezolaner Antonio Gómez über 15 Runden durch Mehrheitsentscheidung besiegte. Diesen Titel verteidigte er insgesamt viermal und trat im Jahre 1972 als Weltmeister zurück.